# 今井雅子
今井雅子（いまい まさこ、1970年2月9日 - ）は、日本の脚本家。大阪府堺市泉北出身。

## 略歴
堺市立高倉台小学校、堺市立三原台中学校、大阪府立三国丘高等学校を経て1993年京都大学教育学部を卒業。大学在学中は、応援団チアリーダー部に所属した。
卒業後はマッキャンエリクソンにてコピーライターとして勤務し、会社勤めの傍ら脚本家修業に励み、ラジオドラマ「雪だるまの詩」にてデビューした。

## 作品

### 映画
- パコダテ人（2002年）
- 風の絨毯（2003年）
- ジェニファ 涙石の恋（2004年）
- 子ぎつねヘレン（2006年）
- 天使の卵（2006年）
- 子猫の涙（2008年） - 脚本協力
- ぼくとママの黄色い自転車 （2009年）
- 嘘八百（2018年）
  - 嘘八百 京町ロワイヤル（2020年）

### テレビドラマ
- ブレスト〜女子高生、10億円の賭け!（2006年、テレビ朝日）[8]
- 快感職人（2006年、テレビ朝日）
- アテンションプリーズスペシャル～オーストラリア・シドニー編（2008年、フジテレビ）
- 連続テレビ小説（NHK）
  - つばさ（2009年） - 脚本協力
  - てっぱん（2010年 - 2011年） - 作・脚本
    - てっぱん 番外編～イブ・ラブ・ライブ～（2011年）
- ビターシュガー（2011年、NHK総合）
- そこをなんとか（2012年、NHK BSプレミアム）
  - そこをなんとか2（2014年）
- 父の花、咲く春〜岐阜・長良川幇間物語〜（2013年、NHK BSプレミアム） - 作・脚本
- クリスマスドラマ「天使とジャンプ」（2013年、NHK総合）
- 昔話法廷（2015年、NHK Eテレ）
- 武士の娘 鉞子とフローレンス（2015年、NHK BS1）
- イジューは岐阜と（2018年、メ～テレ）
- ミヤコが京都にやって来た!（2021年、朝日放送）[9]
- 束の間の一花（2022年、日本テレビ）

### テレビアニメ
- おじゃる丸 スペシャル 銀河がマロを呼んでいる ～ふたりのねがい星～（2012年）
- 大人女子のアニメタイム「どこかではないここ」（2013年、NHK BSプレミアム）
- がんばれ! ルルロロ TINY★TWIN★BEARS 第3シリーズ（2016年、NHK Eテレ）
- アイカツプラネット!（2021年、テレビ東京）
- ラブオールプレー（2022年、読売テレビ）

### 著作
- ルミチカ（2012年、NHKネットコミュニケーション小説）
- ブレストガール! 女子高生の戦略会議（2017年、文芸社文庫NEO）
- わにのだんす（2018年、エンブックス）